# Qianjiadian
Qianjiadian (kinesiska: 千家店) är en köping i Kina. Den ligger i stadsdistriket Yanqing i Pekings storstadsområde, i den norra delen av landet, omkring 86 kilometer norr om stadskärnan. Antalet invånare är 9 463. Befolkningen består av 4 624 kvinnor och 4 839 män. Barn under 15 år utgör 11,0 %, vuxna 15-64 år 74 %, och äldre över 65 år 14,0 %.